# امپراتوری نخست بلغارستان
امپراتوری نخست بلغارستان دولتی قرون وسطایی بود که در ۶۸۰ میلادی در شمال شرقی شبه جزیره بالکان توسط بلغارها که  شاخه ای از ترکان  هستند تأسیس گردید. این امپراتوری در بیش‌ترین وسعت خود از بوداپست تا دریای سیاه و از رود دنیپر تا دریای آدریاتیک امتداد می‌یافت. بلغارها اولین اقدام مهم خود را در شکستن محاصرهٔ قسطنطنیه توسط مسلمانان انجام دادند و شاه آنان، ترول، به عنوان ناجی اروپا شناخته شد.